# Au pays des Skipétars
Pour plus de détails, voir Fiche technique et Distribution.
Au pays des Skipétars, également connu sous le titre Le Prince noir (titre original : Der Schut), est un film franco-italo-yougo-ouest-allemand de Robert Siodmak sorti en 1964, d'après l'œuvre de Karl May.

## Synopsis
Kara Ben Nemsi et Hadschi Halef Omar sont dans les Balkans occupés par les Turcs. "Le Protecteur", un bandit cruel, sème la peur et la terreur dans la région.
Il vient d'enlever Henry Galingré, un Français ami de Kara Ben Nemsi. Annette, son épouse, se joint à l'expédition qui pénètre dans les montagnes. Ils arrivent dans un petit village en flammes, voient une oreille coupée clouée sur une porte. Un vieux paysan leur explique que le Protecteur et ses hommes viennent de passer, qu'ils ont tué ses deux fils et enlevé sa fille Tschita.
Les criminels tentent de l'amadouer puis d'abuser d'elle. Tschita se débat désespérément. Ils veulent l'enfermer. Mais elle parvient à s'échapper. Dans sa fuite, elle rencontre Kara Nirwan, un marchand de tapis, à qui elle demande son aide. Il la conduit chez elle et se montre charmant. Elle reste méfiante quand il lui raconte le sac du village et savoir où se trouve Galingré. Il s'agit en vérité du Protecteur.
Le groupe de Kara Ben Nemsi et les bandits se croisent et se battent. Les bandits meurent tous. Mais le Protecteur n'était pas là et on ne trouve aucun indice pour retrouver Galingré.
Ils passent la nuit dans la cabane de berger. Hadschi Halef veille. Poussé par la curiosité, il va dans le petit bois et découvre les bergers pendus. Peu après, ils sont attaqués par des hommes du Protecteur et emmenés vers lui. Après une bagarre, Kara Ben Nemsi parvient à libérer son ami Galingré. Il découvre aussi que le Protecteur doit être en fait le marchand Nirwan. Sur le chemin de sa résidence, il se bat avec les Aladschis qui harcèlent le groupe de Kara pour le compte de Protecteur. Lorsque Kara demande de l'aide pour mettre fin à la terreur du Protecteur, il est arrête par des fonctionnaires corrompus et amené devant le Protecteur.
Hajji Halef réussit avec une lettre personnelle de Padischah, le sultan turc, à faire intervenir la police provinciale. Les bandits sont maîtrisés. Seulement le Protecteur réussit à s'enfuir. Alors que Henry et Annette se retrouvent, Kara et Halef poursuivent le criminel. Ce dernier essaie de sauter avec son cheval au-dessus d'un large ravin mais tombe mortellement. Rih, le cheval de Kara, tente lui aussi de sauter. Après que Kara vérifie la mort du Protecteur, Rih est abattu.

## Fiche technique
- Titre français : Au pays des Skipétars ou Au pays de Skipetars ou Le Prince noir ou À la poursuite de Schut[1]
- Titre original allemand : Der Schut ou Durch das Land der Skipetaren
- Titre serbo-croate : Šut
- Titre italien : Una carabina per Schut
- Réalisation : Robert Siodmak, assisté de Monika Kalwa et de Stevan Petrovic
- Scénario : Robert Siodmak et Georg Marischka
- Musique : Martin Böttcher
- Direction artistique : Dragoljub Ivkov
- Costumes : Irms Pauli
- Photographie : Siegfried Hold, Aleksandar Sekulovic
- Montage : Ursula Kahlbaum
- Production : Artur Brauner
- Sociétés de production : CCC-Film, Serena Film, Criterion Productions
- Société de distribution : Gloria
- Pays d'origine :  Allemagne de l'Ouest,  France,  Italie,  Yougoslavie
- Langue : allemand
- Format : Couleurs - 2,35:1 - Mono - 35 mm
- Genre : Film d'aventure
- Durée : 118 minutes
- Dates de sortie :
  - Allemagne de l'Ouest : 20 août 1964
  - France : 7 juin 1966

## Distribution
- Lex Barker (VF : Jean-Claude Michel) : Kara Ben Nemsi
- Ralf Wolter: Hadschi Halef Omar
- Marie Versini (VF : elle-même) : Tschita
- Rik Battaglia: Kara Nirwan/Le Protecteur (vf : le lynx)
- Dieter Borsche (VF : Roger Tréville) : Sir David Lindsay
- Chris Howland: Butler Archie
- Friedrich von Ledebur: Mübarek
- Pierre Fromont  (VF : lui-même) : Henry Galingré
- Marianne Hold: Annette Galingré
- Dusan Janicijevic  (VF : Claude Joseph) : Ahmed
- Renato Baldini  (VF : Jean Clarieux) : Barud el amasad
- Zivojin Denic  (VF : Claude Bertrand) : Aladschy Sandar
- Dusan Perkovic  (VF : Henri Djanik) : Aladschy Bybar
- Jovan-Burdus Janicijevic  (VF : Georges Atlas) : Manach el pasa
- Dusan Antonijevic  (VF : Jean Violette) : un bandit
- Jacques Dynam : un propriétaire (voix)

## Histoire
Après le succès du Le Trésor du lac d'argent de Rialto Film, Artur Brauner veut produire d'autres adaptations de Karl May. Après avoir consulté la dramaturge Ilona Reszkowa, il dépose les droits de ce roman le 31 janvier 1963. En mai 1963, l'auteur Rolf Schulz commence à écrire le scénario qu'il finit à Noël. Hans Wollschläger (de) pose un avis négatif le 28 janvier 1964. Brauner accepte cependant les changements de Georg Marischka. Après que Constantin Film et Horst Wendlandt ont refusé de distribuer le film, Brauner convainc Ilse Kubaschewski de Gloria. Il engage à la réalisation d'abord Jürgen Roland qui finalement ne peut pas s'engager, puis Robert Siodmak.
Le tournage commence le 31 mars 1964 à Belgrade puis finit le 3 avril pour les plans dans cette ville. Aleksandar Sekulovic est rejoint par Siegfried Hold à Dubrovnik. Il se poursuit à Peć. L'auberge où est retenue Tschita est le monastère orthodoxe en périphérie.
Pour le repaire du Protecteur, on choisit une porte et un grand mur du monastère de Visoki Dečani. Le 27 avril, on tourne la scène d'assaut du repaire avec 27 chevaux. Le 4 ami, on réalise la scène du radeau sur le Drin. Puis on tourne dans les gorges du Morača les scènes de l'incendie du village, la mort de Rih, la lutte entre Kara et les Aladschys ; la fuite de Tschita est faite au monastère. Le 29 mai, on réalise à Petrovac na Moru la scène du yacht Sir David Lindsay ; ce yacht est en fait la propriété du président Tito.
Le tournage se finit le 16 juin par des scènes à la cave de l'auberge et des prises dans l'eau au studio du CCC-Film à Berlin. Pour finaliser des plans lors de la lutte avec les Aladschys et du saut de Rih, on rappelle la doublure de Lex Barker. Le tournage est terminé le 22 juin.

## Distinctions
- Goldene Leinwand : Cette récompense est remise à des films ayant réalisé un box-office de plus de 3 000 000 de spectateurs.